# Blue Monday (dată calendaristică)
Blue Monday (sau "Lunea cea tristă", din engl. "blue" - trist, "Monday" - ziua de luni) este un nume dat zilei de luni din a treia săptămână a lunii ianuarie considerată de către superstiții ca fiind cea mai deprimantă zi a anului.   În cele mai multe cazuri, această zi este prima zi de luni lucrătoare a anului.

## Istoric
Acest nume a fost atribuit pentru prima dată acestei zile  în 2005, de către compania Sky Travel, în cadrul unei campanii de publicitate. Apoi, acestei date i-au fost atribuite mai multe conotații negative sociale: schimbarea vremii, ghinion la bani, etc.
Această dată a fost publicată pentru prima dată într-un comunicat de presă de către Cliff Arnall, la momentul respectiv psiholog și profesor la Universitatea din Cardiff. Ziaristul Dr. Ben Goldacre de la The Guardian a raportat că acest comunicat de presă a fost livrat către un mare număr de academicieni de relații publice ai agenției Porter Novelli, care le-au oferit bani pentru a semna acest comunicat. 

## O formulă de calcul
Psihologul Cliff Arnall a creat și o formulă matematică elaborată pentru a calcula cele mai deprimante zile ale anului. El a luat în considerare vremea, facturile la utilități, datoriile, nivelul motivațional, precum și faptul că majoritatea oamenilor urăsc zilele de luni. Expresia este: 
{\displaystyle {\frac {[W+D-d]T^{Q}}{MN_{a}}}}
unde W exprimă condițiile meteorologice, d=debitul (diferența intre datoriile acumulate și capacitatea noastră de a plăti), T=timpul scurs de la Crăciun, Q=timpul scurs de la începutul Anului Nou, M=nivel motivațional scăzut, Na=necesitatea de a acționa, iar D exprimă salariul.   Astfel, Cliff Arnall a stabilit că această expresia ia valoarea minimă în prima zi de luni lucratoare a anului.

## Data zilei de Blue Monday în ultimii ani
- 2005 : 24 ianuarie
- 2006 : 23 ianuarie
- 2007 : 22 ianuarie
- 2008 : 21 ianuarie
- 2009 : 19 ianuarie
- 2010 : 25 ianuarie
- 2011 : 24 ianuarie
- 2012 : 23 ianuarie
- 2013 : 21 ianuarie
- 2014 : 20 ianuarie
- 2015 : 19 ianuarie
- 2016 : 18 ianuarie
- 2017 : 16 ianuarie
- 2018 : 15 ianuarie
- 2019 : 21 ianuarie
- 2020 : 20 ianuarie
- 2021 : 18 ianuarie
- 2022 : 17 ianuarie
- 2023 : 15 ianuarie
- 2024 : 22 ianuarie
- 2025 : 20 ianuarie